# Alfa Romeo C39
L'Alfa Romeo C39 è una monoposto di Formula 1 costruita dalla scuderia Alfa Romeo, realizzata per partecipare al campionato mondiale di Formula 1 2020.
La monoposto è stata presentata ufficialmente il 19 febbraio 2020.

## Livrea

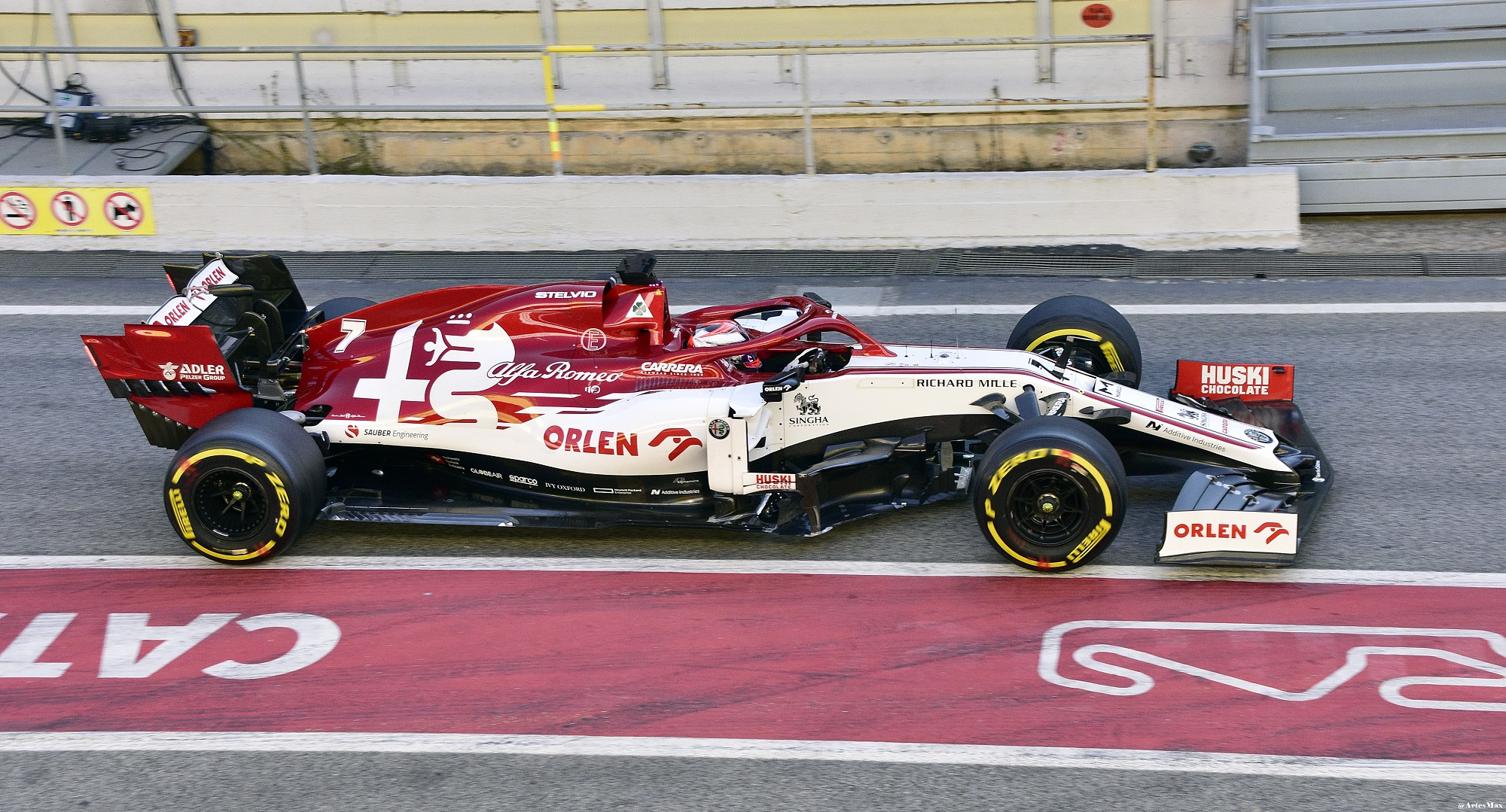
Vista laterale.

Dopo la temporanea veste camouflage utilizzata nello shakedown del 14 febbraio 2020 a Fiorano, grigia con trama a pelle di serpente e, data la ricorrenza valentiniana, con un grosso cuore contenente il marchio Alfa Romeo, la livrea definitiva della monoposto, disegnata dal Centro Stile Alfa Romeo, il cui logo si trova avanti ai bracci delle sospensioni posteriori, è stata svelata ufficialmente cinque giorni dopo in occasione dei test prestagionali di Barcellona.
Questa riprende pressoché lo stile già visto sulla precedente C38 sebbene con alcune variazioni e con una maggiore presenza del rosso, anche dettata dall'arrivo del co-title sponsor ORLEN presente su pance e alettoni. Difatti in siffatto colore vengono mutate le fasce che sulla vettura del 2019 erano blu; queste inoltre non continuano più fino al retrotreno come sulla C38 ma all'altezza dell'abitacolo si fondono con l'area rossa. Quest'ultima, vista l'assenza delle fasce succitate, presenta al confine con l'area bianca delle pance una dissolvenza a fasce orizzontali bianche e rosse e che sta alla base del tema della livrea denominato dal Centro Stile Speed-Pixel. Altre differenze che porta la C39 sono lo spostamento della scritta «Alfa Romeo», presente sul cofano motore, in modo che si sovrapponga al logo principale e l'utilizzo di una variante semplificata del Quadrifoglio Verde, oltreché la colorazione in rosso delle parti interne delle paratie dell'alettone anteriore per la presenza dello sponsor Huski Chocolate. Infine sulle pance, nell'area rossa, è collocato il logo celebrativo del 110º anniversario della casa del Biscione.
Per il Gran Premio dell'Emilia-Romagna viene utilizzata una livrea celebrativa che, rispetto a quella ordinaria, presenta una fascia tricolore richiamante la bandiera d'Italia sulla parte superiore del cofano motore (dietro l'airscope) e sulle paratie dell'alettone posteriore e che mette in evidenza il logo celebrativo dell'anniversario dell'Alfa Romeo; viene inoltre proposta la scritta «Welcome back Imola», in occasione del ritorno dell'autodromo di Imola nel calendario della Formula 1 dopo 14 anni.

## Carriera agonistica

### Test
I piloti chiamati a guidare la vettura elvetica durante le sei differenti giornate di test sono i due riconfermati piloti titolari per la stagione, Kimi Räikkönen ed Antonio Giovinazzi, a cui viene aggiunto il nuovo terzo pilota Robert Kubica, appena trasferitosi dalla Williams con cui ha corso da titolare la precedente stagione.
Alla fine della prima giornata di test, il pilota polacco si piazza in tredicesima posizione con un tempo di 1'18"386, fatto segnare con gomme medie C3, davanti solo a Kevin Magnussen su Haas e all'altro pilota della scuderia, Antonio Giovinazzi, al quindicesimo posto con un tempo di 1'20"096	sempre con gomme medie C3. Nella seconda giornata, il pilota finlandese Kimi Räikkönen si piazza al primo posto nella classifica dei tempi con 1'17"091 fatto segnare con gomme morbide C5, mettendosi dietro di circa due decimi Sergio Pérez su Racing Point, che però ha fatto segnare il tempo con gomme C3. La terza ed ultima giornata della prima sessione di test si conclude con il pilota italiano Antonio Giovinazzi che si piazza in un'ottima sesta posizione con il tempo di 1'17"469 su gomme C5.  La seconda settimana si apre con Robert Kubica in testa a tutti con il tempo di 1'16"942 fatto registrare con gomme morbide C5, mentre Kimi Räikkönen conclude al diciottesimo con un tempo di 1'19"515 con gomme medie C3.  La seconda giornata viene conclusa da Antonio Giovinazzi al dodicesimo posto, mentre la terza ed ultima giornata da Kimi Räikkönen sempre al dodicesimo posto.

### Stagione
La vettura si dimostra in calo rispetto alla stagione precedente anche a causa, come nel caso dell'altra motorizzata Ferrari Haas, della power unit poco prestante rispetto al campionato precedente. Quasi sempre lontana dalla top ten, e in qualifica sovente eliminata nel Q1, la squadra inizia in modo positivo il campionato approfittando dei ritiri che si sono susseguiti nel corso del Gran Premio con un nono posto in Austria di Giovinazzi, che nel finale di gara riesce anche a passare la Ferrari di Sebastian Vettel. Oltre che alla già citata Ferrari, le due Alfa nel corso della stagione battagliano con le Williams e le Haas per le posizioni di medio-bassa classifica, guadagnando punti solo in circostanze favorevoli al team. Una di queste arriva in Toscana, con un piazzamento di Raikkonen tra le due Ferrari di Charles Leclerc e Sebastian Vettel al nono posto: in realtà il finlandese aveva concluso la gara all'ottavo posto, ma viene penalizzato di cinque secondi sul tempo di gara e di un punto sulla Superlicenza per avere oltrepassato la linea bianca prima dell'entrata in pit lane. Al Nürburgring Giovinazzi conclude al decimo posto mettendosi nuovamente dietro il pilota tedesco della Ferrari. Durante il Gran Premio del Portogallo, Kimi Räikkönen si rende protagonista di una grande partenza: approfittando della pista leggermente bagnata, risale nel solo giro iniziale dal sedicesimo posto in griglia ad un incredibile sesto posto. A fine gara, si classifica all'undicesimo posto, ad un passo dalla zona punti. Infine in Emilia-Romagna la scuderia ottiene il suo unico doppio piazzamento a punti, con Raikkonen davanti a Giovinazzi rispettivamente al nono e decimo posto. Nonostante le evidenti difficoltà a livello prestazionale, la squadra conferma l'ottavo posto del 2019, con 8 punti complessivi divisi equamente tra i due piloti. Raikkonen chiude al sedicesimo posto nella classifica piloti per migliori piazzamenti durante l'anno rispetto al suo compagno di squadra, che chiude diciassettesimo.
Nel corso della stagione Robert Kubica si alterna più volte con i piloti ufficiali al momento della prima sessione di prove libere; l'esordiente Mick Schumacher, figlio del plurititolato Michael, avrebbe dovuto svolgere la prima sessione di prove libere in occasione dell'appuntamento dell'Eifel, non riuscendoci però a causa delle condizioni climatiche avverse che hanno costretto i commissari ad annullare la sessione.

## Piloti
| Piloti ufficiali     | Piloti ufficiali   | Piloti ufficiali |
| Nazione              | Nome               | Numero           |
| -------------------- | ------------------ | ---------------- |
| Finlandia (bandiera) | Kimi Räikkönen     | 7                |
| Italia (bandiera)    | Antonio Giovinazzi | 99               |
| Piloti di riserva    |                    |                  |
| Nazione              | Nome               | Numero           |
| Polonia (bandiera)   | Robert Kubica      | 88               |
| Svezia (bandiera)    | Marcus Ericsson    | 9                |
| Colombia (bandiera)  | Tatiana Calderón   | Tatiana Calderón |
| Germania (bandiera)  | Mick Schumacher    | 37               |

## Risultati in Formula 1
| Anno | Team              | Motore  | Gomme | Piloti     |     |    |    |    |    |    |     |    |     |    |    |    |    |     |    |    |    | Punti | Pos. |
| ---- | ----------------- | ------- | ----- | ---------- | --- | -- | -- | -- | -- | -- | --- | -- | --- | -- | -- | -- | -- | --- | -- | -- | -- | ----- | ---- |
| 2020 | Alfa Romeo Racing | Ferrari | P     | Räikkönen  | Rit | 11 | 15 | 17 | 15 | 14 | 12  | 13 | 9   | 14 | 12 | 11 | 9  | 15  | 15 | 14 | 12 | 8     | 8º   |
| 2020 | Alfa Romeo Racing | Ferrari | P     | Giovinazzi | 9   | 14 | 17 | 14 | 17 | 16 | Rit | 16 | Rit | 11 | 10 | 15 | 10 | Rit | 16 | 13 | 16 | 8     | 8º   |

| Legenda | 1º posto     | 2º posto | 3º posto    | A punti         | Senza punti/Non class.  | Grassetto – Pole position Corsivo – Giro più veloce |
| Legenda | Squalificato | Ritirato | Non partito | Non qualificato | Solo prove/Terzo pilota | Grassetto – Pole position Corsivo – Giro più veloce |